# Patmarksia
Patmarksia is een muggengeslacht uit de familie van de steekmuggen (Culicidae).

## Soorten
- P. anggiensis (Bonne-Wepster, 1937)
- P. argenteitarsis (Brug, 1932)
- P. argyronotum (Belkin, 1962)
- P. buxtoni (Belkin, 1962)
- P. clintoni (Taylor, 1946)
- P. derooki (Brug, 1932)
- P. dobodura (King & Hoogstraal, 1946)
- P. hollandia (King & Hoogstraal, 1946)
- P. mackerrasi (Taylor, 1927)
- P. novalbitarsis (King & Hoogstraal, 1946)
- P. palmarum (Edwards, 1924)
- P. papuensis (Taylor, 1914)
- P. subalbitarsis (King & Hoogstraal, 1946)